# Azura Skye
Azura Dawn Storozynski (Los Angeles, 8 de novembro de 1981) é uma atriz norte-americana que primeiro ganhou reconhecimento por seu papel como Jane na série da Warner Bros Zoe, Duncan, Jack and Jane. Ela também teve uma breve mas memorável aparição (2 episódios) como Cassie Newton na sétima temporada de Buffy the Vampire Slayer.

## Vida e carreira

### Início da vida e da família
Azura Skye nasceu na casa de sua avó em Northridge, na Califórnia. Sendo de uma família do show business, ela começou sua carreira como uma atriz de teatro com 3 anos de idade e excursionou pela Europa com o grupo de teatro Santa Monica Playhouse, com onze anos de idade. Ela recebeu sua educação na Escola de Brentwood. Seu avô, Brad Johnson, que morreu antes de seu nascimento, era um ator conhecido por seu papel como vice-xerife Lofty Craig na série Annie Oakley (1954–1957), também como um incorporador imobiliário em Los Angeles..

### Cinema e televisão
Skye fez sua primeira aparição na televisão no programa Total Security, em 1997. Em seguida, ela interpretou um par de peças menores em Touched by an Angel e Chicago Hope e fez aparições em vários filmes de televisão mas antes que ela fosse lançada para o papel de "Jane" em Zoe, Duncan, Jack and Jane em 1999. No filme 28 Days, ela estrelou ao lado de Sandra Bullock e Viggo Mortensen.
Dois anos depois, em 2002, Skye apareceu em dois episódios da série de televisão  Buffy the Vampire Slayer. No episódio "Help" ela interpreta Cassie Newton, uma menina adolescente em Sunnydale High que possui o poder de premonição e que prevê a sua própria morte e quem Buffy tenta ajudar. Durante um certo tempo, ela também apareceu em outros projetos, fazendo peças menores. Ela interpretpu Susie Keaton em quatro episódios de CSI: Miami e fez aparições em shows como Smallville, House MD e Judging Amy. Skye também teve peças em filmes como Bandits(com Bruce Willis e Cate Blanchett), em The Salton Sea (com Val Kilmer) e Red Dragon (com Anthony Hopkins).
Skye apareceu como o Ruby Bates em 2006 o drama Heavens Fall. Em 2007, ela estrelou como Sara em 20 Years After e em What We Do Is Secret. Em 2008, ela teve um importante papel no remake americano do filme japonês One Missed Call que foi lançado nos EUA em 4 de janeiro de 2008.
Suas mais recentes aparições na televisão inclui a voz de Veronica em um episódio de American Dad, no outono de 2007 nos episódios de House MD, Bones e Ghost Whisperer, em 2009 em um episódio de The Mentalist, e no segundo episódio de American Horror Story.

## Filmografia
| Ano  | Nome                              | Personagens        | Notas          |
| ---- | --------------------------------- | ------------------ | -------------- |
| 1999 | EDtv                              | Interview Teenager |                |
| 1999 | Dementia                          | Veronica           |                |
| 2000 | 28 Days                           | Andrea             |                |
| 2001 | Buck Naked Arson                  | Janey              |                |
| 2001 | Town & Country                    | Spider             |                |
| 2001 | Bandits                           | Cheri              |                |
| 2002 | Confessions of an Ugly Stepsister | Iris               |                |
| 2002 | The Salton Sea                    | Teresa             |                |
| 2002 | Red Dragon                        | Bookseller         |                |
| 2003 | Carolina                          | Georgia Mirabeau   |                |
| 2005 | The Wendell Baker Story           | May                |                |
| 2005 | Sexual Life                       | Lorna              |                |
| 2005 | Why Don't You Dance?              |                    | Curta-Metragem |
| 2005 | Laying Down Arms                  | Janet              | Curta-Metragem |
| 2006 | Wristcutters: A Love Story        | Tania              |                |
| 2006 | Love and Debate                   | Nina               |                |
| 2006 | Heavens Fall                      | Ruby Bates         |                |
| 2007 | What We Do Is Secret              | Casey Cola         |                |
| 2007 | God's Beach                       | Lydia              | Curta-Metragem |
| 2008 | One Missed Call                   | Leann Cole         |                |
| 2008 | 20 Years After                    | Sarah              |                |
| 2009 | Two Other Dreams                  | Galen              | Curta-Metragem |
| 2012 | Least Among Saints                | May                | Completo       |

| Ano       | Nome                                        | Personagens           | Notas                                                       |
| --------- | ------------------------------------------- | --------------------- | ----------------------------------------------------------- |
| 1997      | Total Security                              |                       | Episódio: "A Man for Half a Season"                         |
| 1997      | Touched by an Angel                         | China                 | Episódio: "Children of the Night"                           |
| 1997      | Chicago Hope                                | Cashier               | Episódio: "Brain Salad Surgery"                             |
| 1997      | Alone                                       | Jocelyn               | Filme de TV                                                 |
| 1998      | Cab to Canada                               | Jet (Runaway)         | Filme de TV                                                 |
| 1999–2000 | Zoe, Duncan, Jack and Jane                  | Jane Cooper           | 24 Episódios                                                |
| 2000      | Batman Beyond                               | Deanna Clay (voz)     | Episódio: "Inqueling"                                       |
| 2001      | Gideon's Crossing                           | Haley                 | Episódio: "The Crash"                                       |
| 2002      | Smallville                                  | Amy Palmer            | Episódio: "Shimmer"                                         |
| 2002      | Confessions of an Ugly Stepsister           | Iris Fisher           | Filme da TV                                                 |
| 2002      | John Doe                                    | Karen                 | Episódio: "Unaired Pilot"                                   |
| 2002      | Judging Amy                                 | Rhonda Petty          | Episódio: "Lost in the System"                              |
| 2002      | Buffy the Vampire Slayer                    | Cassie Newton         | Episódio: "Help" Episódio: "Conversations with Dead People" |
| 2003      | Expert Witness                              |                       | Filme de TV                                                 |
| 2003      | The Handler                                 | Amber                 | Episódio: "Homewrecker's Ball"                              |
| 2003-2005 | CSI: Miami                                  | Susie Barnam Keaton   | 4 Episódios                                                 |
| 2005      | Missing                                     | Marissa               | Episódio: "Have You Seen This Man?"                         |
| 2006      | American Dad!                               | Veronica (voz)        | Episódio: "The American Dad After School Special"           |
| 2006-2007 | The Minor Accomplishments of Jackie Woodman | Skyler                | 8 Episódios                                                 |
| 2007      | Mr. and Mrs. Smith                          | J                     |                                                             |
| 2007      | House MD                                    | Irene                 | Episódio: "Guardian Angels"                                 |
| 2007      | Bones                                       | Amber Kippler         | Episode: "Mummy in the Maze"                                |
| 2007      | Ghost Whisperer                             | Sophie Owens          | Episódio: "Double Exposure"                                 |
| 2009      | The Mentalist                               | Tamzin Dove           | Episódio: "Red Rum"                                         |
| 2009      | Hawthorne                                   | Mary Barth            | Episódio: "Yielding"                                        |
| 2010      | Cold Case                                   | Claire Shepard (1998) | Episódio: "Bullet"                                          |
| 2011      | American Dad!                               | Cookie (voz)          | Episódio: "School Lies"                                     |
| 2011      | American Horror Story                       | Fiona                 | 4 Episódios                                                 |
| 2011      | Star Wars: The Old Republic                 | Ashara Zavros (voz)   | Video game                                                  |
| 2012      | Grimm                                       | Robin Steinkellner    | Episódio: "The Thing with Feathers"                         |
| 2018-2019 | Riverdale                                   | Darla Dickenson       | 3 Episódios                                                 |